# 2-Aminobenzaldeído
2-Aminobenzaldeído, 2-formilanilina, antranilaldeído, orto-aminobenzaldeído ou o-aminobenzaldeído é o composto orgânico aromático de fórmula química C7H7NO e massa molar 121,14 g·mol−1. Apresenta-se como um sólido de ponto de fusão de 38°C a 40°C. É classificado com o número CAS 529-23-7 e PubChem 68255.
É um dos três isômeros aminobenzaldeído
Forma anidro-polímeros, trímeros em meio ácido diluído.

## Obtenção
O 2-aminobenzaldeido é preparado a partir de 2-nitrobenzaldeído, por redução com sulfato de ferro (II) e HCl.

## Aplicações
É um intermediário de síntese orgânica, com destaque para substâncias com aplicação na produção de aromas florais.
É um substrato para a hidroacilação de alquinos, como na síntese de diidroquinolonas.